# Ли Бынг
Ли Бынг (вьет. Lý Bửng, на западе известен как «Буанг-Ли», англ. Buang-Ly) — военный лётчик южновьетнамских вооружённых сил, майор, участник Войны во Вьетнаме. Получил известность за эвакуацию членов своей семьи в апреле 1975 года на американский авианосец.

## Биография

### Падение Сайгона
Согласно Парижскому мирному соглашению о прекращении войны и восстановлении мира во Вьетнаме, подписанному 27 января 1973 года, вооруженные силы США должны были прекратить все военные операции против армии Северного Вьетнама и в течение 60 дней эвакуироваться с территории Южного Вьетнама, а Северный Вьетнам должен был возвратить всех американских военнопленных. Конгресс США принял резолюцию, запрещавшую американскому президенту оказывать военную помощь Сайгону.
Однако между армиями Северного и Южного Вьетнама продолжались боевые действия, в результате которых сайгонские войска несли большие потери. 27 апреля 1975 года начался штурм столицы Южного Вьетнама — Сайгона и многие южновьетнамские жители и военные пытались спастись от надвигающейся угрозы смерти. Утром 29 апреля аэропорт Сайгона был повреждён ракетным обстрелом, эвакуация самолётами стала невозможной, и через несколько часов американцы начали операцию «Порывистый ветер» по эвакуации вертолетами граждан США и других стран (в том числе и вьетнамцев) — всего было вывезено более 7 тысяч человек. Одним из кораблей, принимавших эвакуируемых, был авианосец «Мидуэй» под командованием Лоуренса Чамберса.

### Эвакуация
29 апреля в условиях плохой погоды над авианосцем появился легкий самолёт «Сессна 0-1» (англ. Cessna O-1 Bird Dog), намеревавшийся сесть на палубу американского корабля. В самолёте, которым управлял майор ВВС Южного Вьетнама Ли Бынг, находились также его жена и пятеро детей. Ли Бынг взлетел с острова Коншон в Южно-Китайском море и взял курс в открытое море для поиска авианосца. Обнаружив его, пилот трижды заходил на посадку, но ему мешали эвакуационные вертолёты, которыми была заставлена палуба авианосца. Во время третьего захода ему удалось бросить на палубу авианосца пистолет, в котором была записка о том, что на борту самолёта находится его семья. Капитан «Мидуэя» Чамберс принял решение срочно сбросить с палубы авианосца вертолёты, мешавшие посадке «Сессны». В результате четвёртого захода, Ли Бынг точно посадил самолёт на освободившуюся палубу «Мидуэя», спасши таким образом себя и свою семью. Присутствующие были впечатлены, что майору на остатках топлива вообще удалось найти в море авианосец, а также удачной посадкой не приспособленного для палубы самолёта и сразу же начали сбор средств для семьи майора.

### Эмиграция в США
Ли Бынг попал в США и остался там на постоянное жительство. В 2010 году на церемонии, посвященной 35-летию его посадки на палубу «Мидуэя», Ли Бынг поблагодарил моряков и страну, спасшую его семью. Его три дочери стали врачами, двое сыновей служили в ВВС США.

### Видео
- Thiếu tá phi công VNCH Lý Bửng lái L19 đáp xuống HKMH USS Midway
- Cú đáp máy bay lịch sử của Thiếu tá VNCH Lý Bửng trên tàu USS Midway
- Cú đáp máy bay lịch sử của Thiếu tá VNCH Lý Bửng trên tàu USS Midway